# Indirekte Präferenzmessung
Bei der indirekten Präferenzmessung werden die Probanden im Gegensatz zur direkten Präferenzmessung nicht direkt zu einer einzelnen Alternative befragt, sondern die Präferenzen der Probanden werden indirekt auf Basis von zum Beispiel Auswahlentscheidungen zwischen verschiedenen Alternativen (z. B. mehrere politische Parteien, mehrere Produkte) berechnet.
Ein häufig eingesetztes Verfahren der indirekten Präferenzmessung ist die Conjoint-Analyse.